# Militello Rosmarino
Militello Rosmarino est une commune italienne de la province de Messine dans la région Sicile en Italie.

## Administration
| Période                                  | Période | Identité | Étiquette | Qualité |
| ---------------------------------------- | ------- | -------- | --------- | ------- |
|                                          |         |          |           |         |
| Les données manquantes sont à compléter. |         |          |           |         |

### Hameaux
Ferretta, San Piero, San Leonardo, San Giorgio, Pigasi, Scurzi, Bulimi, Lazzarotto, Santa Maria

### Communes limitrophes
San Fratello, San Marco d'Alunzio, Sant'Agata di Militello, Torrenova